# Mandume Ya Ndemufayo
Mandume Ya Ndemufayo (1894 – sud d'Angola, 6 de febrer de 1917) va ser l'últim rei dels Kwanyama, un subgrup dels ovambo del sud d'Angola i del nord de Namíbia. Ndemufayo es va fer càrrec del regne de Kwanyama el 1911 i el seu regnat va durar fins a 1917 quan va morir de suïcidi o metrallat mentre el seu regne era atacat per les forces de la Unió de Sud-àfrica. Ndemufayo és considerat un heroi nacional tant a Angola com a Namíbia.

## Biografia
El regne kwanyama va ser dividit per la Conferència de Berlín de 1884 entre l'Àfrica Occidental Portuguesa i Àfrica Sud-occidental Alemanya.
Ndemufayo va créixer durant un temps de trastorn significatiu en el regne Kwanyama a causa de la presència de comerciants i missioners europeus. Tercer en línia per a la successió del tron de Kwanyama, el príncep va viure amb por a l'assassinat des d'una edat primerenca.
Va prendre el tron pacíficament pels estàndards kwanyama i immediatament va traslladar la residència reial a Ondjiva (ara a Angola). Ndemufayo va expulsar els comerciants portuguesos del territori Kwanyama per denunciar la inflació de preus. Internament, va emetre decrets que prohibien la recollida de fruita sense madurar per protegir-se de les sequeres i l'ús innecessari d'armes de foc, una mercaderia important obtinguda dels comerciants europeus. Significativament, també va emetre severes sancions pel delicte de violació i va permetre que les dones posseïssin bestiar, que abans era il·legal. En general, el Rei Ndemufayo va intentar restaurar la riquesa i la prosperitat de Kwanyama anteriors contra un sistema de lideratge local en decadència.
Ndemufayo tenia reputació com a perseguidor dels cristians dins del regne Kwanyama. Nombroses famílies cristianes van fugir al regne d'Ondonga per fugir de la seva persecució. Ndemufayo també va tenir problemes amb els missioners catòlics portuguesos, així com amb els protestants protestants alemanys de la Societat de les Missions del Rin.
Cap colonitzador europeu va desafiar els regnes ovambo ben organitzats i ben armats fins a 1915 i el començament de la Primera Guerra Mundial, que va coincidir amb una sequera local massiva. Durant la batalla d'Omongwa, Ndemufayo i els kwanyama van resistir un atac portuguès durant tres dies. Simultàniament, les forces sud-africanes van conquerir pacíficament la porció del regne de Kwanyama anteriorment situat a l'Àfrica meridional alemanya. A causa de fortes pèrdues, Ndemufayo es va veure obligat a traslladar la capital de Kwanyama a la zona sud-oest d'Àfrica. Al febrer de 1917, després que Ndemufayo es va negar a sotmetre's al control sud-africà, va morir en la batalla contra els sud-africans. Es qüestiona la causa de la seva mort; els registres sud-africans mostren la seva mort a causa d'un foc de metralladora, mentre que la història oral i popular va descriure la seva mort com a suïcidi.
El regne Kwanyama va ser abolit després de la seva mort el 1917 fins al febrer de 1998, quan Cornelius Mwetupunga Shelungu va ser nomenat cap.

## Reconeixement
Mandume Ya Ndemufayo és un dels nou herois nacionals de Namíbia que van ser identificats en la inauguració de l'Acre dels Herois a prop de Windhoek. El president fundador, Sam Nujoma va remarcar en el seu discurs d'inauguració el 26 d'agost de 2002 que:
| « | "És millor morir lluitant que convertir-se en esclau de les forces colonials". - Aquestes van ser les paraules desafiants d'un dels lluitadors anticolonialistes de Namíbia. Va dir aquestes paraules en desafiament quan les forces colonials sud-africanes, britàniques i portugueses van insistir que s'havia de rendir. […] Al seu esperit revolucionari i al seu record visionari, oferim humilment el nostre honor i respecte. | » |

- Ya Ndemufayo és honrat en forma d'una làpida de granit amb el seu nom gravat i el seu retrat arrebossat sobre la llosa.[6]
- Una universitat d'Angola establerta en 1963, Universitat Mandume Ya Ndemufayo rep el seu nom en honor del rei Mandume.[7]
- En febrer de 2017 el centenari de la mort del rei Ovakwanyama King Mandume ya Ndemufayo va comptar amb la presència de milers de namibis a Omhedi a la regió d'Ohangwena, inclosos els ex presidents de Namíbia, també l'actual president Hage Geingob que va inaugurar un bust del rei Mandume.[8]